# Medaglia commemorativa della spedizione in Albania
La medaglia commemorativa della spedizione in Albania è una medaglia del Regno d'Italia istituita dal regio decreto del 7 marzo 1940, n. 683 ed assegnata al personale del Corpo di Spedizione, a quello della Regia Marina e Regia Aeronautica mobilitato, agli equipaggi della marina Mercantile ed ai militarizzati e civili al seguito delle truppe che, tra i giorni 7 e 16 aprile, aveva occupato il territorio già facente parte del Regno d'Albania. Le caratteristiche del conio della medaglia venivano, nel decreto, lasciate ad altro successivo stabilendo comunque l'istitutivo le dimensioni e colore del nastro della medaglia. Tale decreto, per via dello scoppio della seconda guerra mondiale, non fu mai emanato per cui le ditte che provvidero al conio interpretarono liberamente le caratteristiche da dare all'insegna, senza alcun avallo ufficiale. Della medaglia esistono addirittura quattro versioni che presentano particolarità diverse come la sospensione sia a cambretta sia a duplice anello su foro all'apice della medaglia.
Il decreto istitutivo è stato abrogato nel 2010.
È stata usanza di parecchi militari di usare il nastrino per le operazioni in Albania durante la II Guerra Mondiale.

## Insegne
Come già detto, non essendo stato emanato un decreto che specificasse le caratteristiche del conio della medaglia, le ditte provvidero al conio interpretando liberamente le caratteristiche dell'insegna.
Tra queste versioni segnaliamo quelle che si trovano maggiormente in circolazione.

### ConiazioneFratelli Lorioli-Milano (Publio Morbiducci)

#### Medaglia
La medaglia è costituita da una disco di bronzo, o di zama, dal diametro di 33 mm con attacco a cambretta o a duplice anello:
sul dritto:gruppo di militari delle varie armi con sfondo di carro armato, aereo e pezzo d'artiglieria. Sul perimetro della faccia è presente la leggenda Spedizione in Albania in alto e Anno XVII E.F. in basso;
sul verso:centralmente è presente la scritta Italia Albania separata da un nodo sabaudo. Al di sopra della scritta è presente l'aquila sabauda tenente tra gli artigli un fascio littorio avvolto da un nastro con la sigla F.E.R.T.. Nella parte inferiore è presente l'aquila bicipite albanese. Sul perimetro della faccia sono presenti le date 12-16 aprile (a sinistra) e 1939 XVII E.F. (a destra). Ai bordi delle date sono presenti dei nodi sabaudi.

### Nastrino
Il nastrino, di 37 mm, presenta 13 righe verticali di 2 mm ciascuna, alternate nei colori nero e rosso, della bandiera albanese.

### ConiazioneStefano Johnson-Milano (Crippa Emilio)

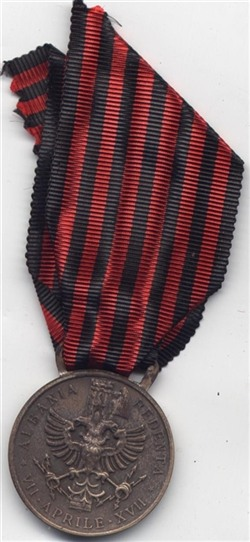
Versione con l'aquila bicipite.

#### Medaglia
La medaglia è costituita da una disco di bronzo dal diametro di 32 mm. con attacco a cambretta:
sul dritto:effigie di re Vittorio Emanuele III in divisa militare volto verso sinistra. Sul bordo è presente, circolarmente, la leggenda Vittorio Emanuele III Re D'Italia e D'Albania. Imp.D'Etiopia;
sul verso:centralmente è presente l'aquila bicipite albanese che stringe folgori negli artigli e si sovrappone ad un fascio littorio con ascia rivolta a destra con una stella a cinque punte. Sul bordo sono presenti le leggende Albania Redenta (in alto) e VII.Aprile.XVII. (in basso) separate da due stelle a cinque punte.

### Nastrino
Il nastrino, di 37 mm, presenta 13 righe verticali di 2 mm ciascuna, alternate nei colori nero e rosso, della bandiera albanese.

## Coniazione sconosciuta
Esistono delle versioni di cui si ignora la ditta. Di queste se ne conoscono due versioni che, pur essendo sconosciuta la coniazione, sono presenti molti elementi in circolazione:

### Versione "Uno"

#### Medaglia
La medaglia è costituita da una disco di bronzo dal diametro di 32 mm con attacco a cambretta:
sul dritto:effigie di re Vittorio Emanuele III volto verso destra. Sul bordo è presente, circolarmente, la leggenda Vittorio Emanuele III Re D'Italia con punti tra le parole ed "U" a "V";
sul verso:centralmente è presente l'aquila bicipite albanese che stringe folgori negli artigli e si sovrappone ad un fascio littorio con ascia rivolta a destra con una stella a cinque punte. Sul bordo sono presenti le leggende Albania Redenta (in alto) e VII.Aprile.XVII. (in basso) separate da due stelle a cinque punte.

### Nastrino
Il nastrino, di 37 mm, presenta 13 righe verticali di 2 mm ciascuna, alternate nei colori nero e rosso, della bandiera albanese.

### Versione "Due"

#### Medaglia
La medaglia è costituita da una disco di bronzo dal diametro di 33 mm con attacco a cambretta:
sul dritto:effigie di re Vittorio Emanuele III volto verso sinistra. Sul bordo è presente, circolarmente, la leggenda Vitt. Em. Re. D'Italia e di Albania. Imp. D'Etiopia con punti tra le parole ed una stella a cinque punte posta in basso, tra l'inizio e la fine della leggenda;
sul verso:centralmente è presente la scritta Italia Albania separata da un nodo sabaudo. Al di sopra della scritta è presente l'aquila sabauda tenente tra gli artigli un fascio littorio avvolto da un nastro con la sigla F.E.R.T. Nella parte inferiore è presente l'aquila bicipite albanese. Sul perimetro della faccia sono presenti le date 12-16 aprile (a sinistra) e 1939 XVII E.F. (a destra). Ai bordi delle date sono presenti dei nodi sabaudi.

### Nastrino
Il nastrino, di 37 mm, presenta 13 righe verticali di 2 mm ciascuna, alternate nei colori della bandiera albanese: nero e rosso.